# Amotherby
Amotherby is een civil parish in het bestuurlijke gebied Ryedale, in het Engelse graafschap North Yorkshire met 399 inwoners.